# Université technique de Brunswick
L'université technique Carolo-Wilhelmina de Brunswick, en allemand Technische Universität Carolo-Wilhelmina zu Braunschweig ou plus simplement Technische Universität Braunschweig, est la plus ancienne université technique d'Allemagne, située à Brunswick, en Basse-Saxe.
Elle fut fondée en 1745 sous le nom de Collegium Carolinum (collège Carolin) par Charles Ier, duc de Brunswick-Lunebourg.
Elle compte de nos jours environ 13 000 étudiants. Son enseignement couvre les matières suivantes :
- mathématiques et informatique
- physique et sciences de la terre
- chimie, biologie et pharmacie
- architecture
- génie civil
- mécanique
- génie électrique et technologie de l'information
- sciences économiques, gestion et sciences sociales

## Histoire

### Aux origines: leCollegium Carolinum(1745–1862)
L’université technique remonte au Collège Carolin (de) (Collegium Carolinum) fondé en 1745. Son fondateur Charles Ier en fit, avec l'appui de plusieurs conseillers dont son chapelain J. F. W. Jerusalem, une école préparatoire, intermédiaire entre le lycée et l'université. La tâche du Collegium Carolinum, installé sur le Bohlweg, fut d'abord de former un vivier de fonctionnaires et de préparer les lycéens (au nombre desquels Gauss de 1792 à 1795) aux études universitaires. Il se posait ainsi en concurrent direct de l'autre lycée du Brunswick (précurseur de l'actuel Martino-Katharineum).
La nomination au Collegium Carolinum d'historiens de la Littérature tels Johann Joachim Eschenburg et les contributeurs aux Bremer Beiträge, celle de Lessing comme bibliothécaire firent de la Principauté de Brunswick-Wolfenbüttel, dans la seconde moitié du XVIIIe siècle, un des foyers des Lumières en Allemagne. Devenu provisoirement académie militaire en 1808, le Collegium ne retrouva sa vocation initiale qu’en 1814.
De 1745 à 1808, le nombre annuel des étudiants immatriculés était en moyenne de 25 puis grimpa à partir de 1835 à 38, mais avec d'importantes variations d'une année sur l'autre. Après une baisse éphémère des immatriculation, l'établissement dut établir dès 1777 un numerus clausus pour les impétrants du duché, mais le corps enseignant repoussa la demande des commerçants et manufacturiers de tourner l'enseignement vers les techniques et la comptabilité. De 1814 à 1835, la proportion des cours techniques passa de 16,6 à 7 %.
En 1796, les chambres souveraines du duché avaient, en effet, décidé de faire de l’université régionale de Helmstedt une université technique, mais sans pouvoir mettre ce programme en application : non seulement les professeurs de Helmstedt s'y opposaient, mais il fallait pour cela d'importants investissements. Ces projets s'anéantirent avec la fermeture de l’Academia Julia en 1810.
Mais lorsqu'en 1825 le professeur de langues vivantes August Brandes, le pasteur Friedrich Möhle et le bibliothécaire Friedrich Süpke ouvrirent un lycée professionnel (prédécesseur de l'actuelle Nouvelle école secondaire (de)) qui attira d'emblée 60 élèves, les lycées classiques redoutèrent de voir leur audience fondre et le Collegium Carolinum, d'attirer moins d'étudiants. Une commission convoquée en hâte décida en 1828 de regrouper tous les lycées, en maintenant à part le Collegium Carolinum et exhortant à une réforme des enseignements.
En 1831, un professeur de mathématiques, Spehr (de), appela dans un pamphlet anonyme à faire du Collegium Carolinum un Institut polytechnique. Il fallait selon lui, pour rivaliser efficacement avec les lycées professionnels, diminuer fortement, voire supprimer, les droits d’inscription. L’université consentit finalement en 1835 à un compromis avec les chambres régionales, en fondant deux nouveaux établissements : une école d’ingénieurs et une école de commerce. L'initiative connut d'abord le succès, avec une centaine d'élèves inscrits chaque année, mais l’enthousiasme était retombé vers 1850 : le département des humanités classiques n’était plus fréquenté que par 15 étudiants, l’école de commerce par 5 étudiants et l’école d’ingénieurs, 44 étudiants ; pourtant, l'opposition acharnée des professeurs de littérature ne permettait toujours d’engager aucune évolution.

### Une école d'ingénieurs régionale: laPolytechnische Schule(1862–1878)
En 1855, un premier train de réformes introduisit de nouveaux cursus : génie mécanique, génie civil, génie chimique, pharmacie, sylviculture et agronomie ; mais ce n'est qu'avec la mort du directeur du département des humanités, le Prof. Petri, en 1857, puis la démission, en 1861, du ministre Friedrich Schulz (1795-1864) que le Directoire put lancer un nouveau programme, inspiré de celui de l’Institut polytechnique de Karlsruhe, approuvé par le nouveau ministre le 7 juin 1862.
Au semestre d'automne 1862-63, le Collegium Carolinum fut rebaptisé « Institut polytechnique », organisé en huit départements scientifiques ; l'école de commerce et les lettres classiques disparaissaient. L'inscription n'exigeait plus désormais que le niveau d'une classe de première ou de terminales de lycée, ce qui favorisa l'effectif de recrutement. La direction fut confiée à un directoire de quatre hommes, toutefois démunis car, alors que la priorité demeurait le développement de l'enseignement technique dans le duché, l'institut, contrairement aux autres établissements du duché, était à l'étroit et ses diplômes n'étaient pas généralement reconnus en Allemagne. Le député de Wolfenbüttel Ludwig Köpp (de), considérant que la réforme de l'établissement était un échec, proposa même à la chambre régionale de dissoudre l'institut polytechnique : elle fut repoussée, mais le parlement nomma une commission chargée de poursuivre la réforme : cela aboutit en 1872 au remplacement du directoire par un directeur unique, et à la suppression des filières les moins suivies (agronomie, voies ferrées et télégraphes, mines et salines).

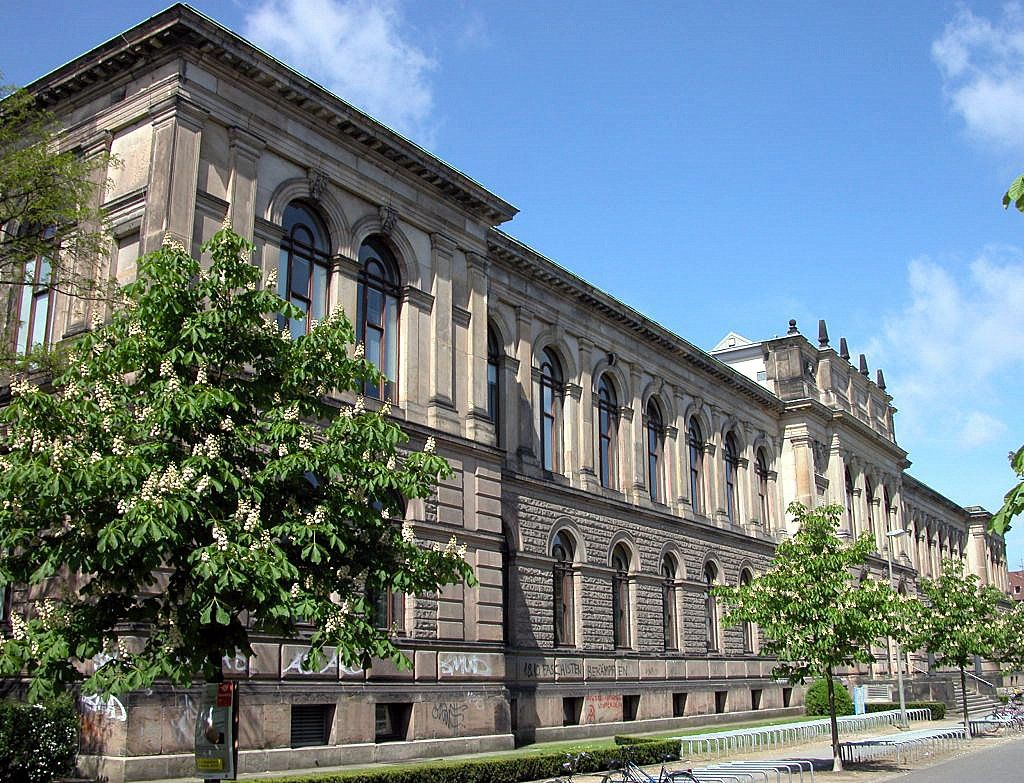
Bâtiment d'origine de l’université de Brunswick.

Avec la forte hausse du nombre d'inscriptions, la capacité des classes (138 étudiants) devint insuffisante et l'institut entreprit en 1872 la construction de nouveaux locaux pour accueillir 450 étudiants. Les employeurs critiquaient cependant le niveau insuffisant de l'enseignement, qui s'expliquait par la faiblesse des étudiants recrutés : l'établissement fit face en imposant un examen d'entrée de Mathématiques, dont on pouvait s'affranchir moyennant un cours de mise à niveau dont l’étudiant devait s'acquitter avec la mention mit gutem Erfolg.
Mais lorsqu’en 1876 le parlement régional apprit que la construction du nouveau bâtiment se monterait à 2,25 millions de Mark-or, le baron von Veltheim proposa la fermeture complète de l'Institut polytechnique, et sa motion recueillit la majorité des votes ; mais elle ne fut pas appliquée par suite de la désapprobation du gouvernement et de l'opposition des industriels. Le nouveau bâtiment put ainsi être mis en chantier et le hall historique de la Pockelsstrasse, dessiné par les professeurs Uhde (de) et Körner, fut inauguré le 15 octobre 1877.

### LaTechnische Hochschule(1878–1968)
Avec l'Unité allemande, la Prusse allait à partir de 1871 donner le ton en matière d'enseignement supérieur : c'est ainsi qu'il devint primordial pour les écoles d'ingénieur que leurs diplômes soient reconnus par la Prusse. Celle de l'école de Brunswick ne furent acceptées qu'au terme de longues négociations, le 2 juillet 1877, et les équivalences furent établies par un acte de novembre 1877 : la Prusse avait imposé des conditions de recrutement plus dures et la mise en place d'un tronc commun.
Simultanément, l’Institut Polytechnique de Munich proposait que toutes les écoles d'ingénieurs d'Allemagne prennent le nom de Technische Hochschule, en préalable à de futures coopérations. Suivant donc l'exemple de Munich et de  Darmstadt, Brunswick adopta le 5 mars 1878 la dénomination Herzogliche Technische Hochschule Carolo-Wilhelmina, quatre jours avant l'adoption de la réforme des études supérieures.
Mais les résultats se firent attendre, et même le nombre d'étudiants commença par baisser (seulement 13 étudiants en génie mécanique pour l'année 1881), en particulier à cause du krach de 1873, mais aussi à cause des atermoiements sur la définition des épreuves d'un examen fédéral. Dans ce contexte, une motion de fermeture de l'établissement fut remise au vote en 1882, mais sans recueillir cette fois la majorité.
La fin de la crise et la poursuite de la Révolution industrielle en Allemagne permirent enfin à la Technische Hochschule de renouer avec la faveur des étudiants et de retrouver ses plus hauts effectifs en 1895. Elle put alors réviser ses cursus et bénéficia en 1887 de la définition des épreuves de deux examens nationaux distincts : celui d'ingénieur des travaux publics et celui d'ingénieur mécanicien (en deux parties : Vor- et Hauptprüfung). Elle se dota d'un rectorat (1890), institua enfin des examens (distincts des concours nationaux) pour toutes les filières (1893) et obtint en 1900 l'autorisation d'attribuer des doctorats. Elle adopta en 1909 une convention générale pour les étudiantes (Generelle Genehmigung des Studiums für Frauen) qui permit d'augmenter les effectifs de l'établissement. Avec le retour des jeunes mobilisés, il fallut fin 1918 ouvrir plusieurs nouveaux instituts, pour lesquels le bâtiment historique ne suffisait plus : une partie d'entre eux, notamment ceux de psychologie, furent hébergés dans le Château de Brunswick. 

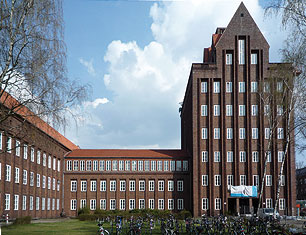
Le Service central des études.

L'intégration, en 1927, des études pédagogiques au département des sciences humaines de l’Université Technique de Brunswick lui apporta une reconnaissance dans le domaine de la psychologie : jusque-là, la formation des enseignants était assurée par de simples séminaires. Cette réforme de la formation des maîtres, introduite par le ministre social-démocrate de l'instruction publique Hans Sievers (de), prévoyait même l'attribution de doctorats. Elle reçut l'appui du pédagogue Hans Löhr (de) et de son Groupe d’Études Socialistes à Brunswick, ainsi que celui de Heinrich Rodenstein (de) et de Leo Regener (de).
Le 1er octobre 1930, le Landtag de l’État libre de Brunswick porta au pouvoir un gouvernement de coalition associant le DNVP au NSDAP : le parti nazi obtint ainsi le portefeuille de l'Intérieur (Anton Franzen (de)) et celui de l'éducation populaire (Dietrich Klagges (de)), lequel entra en conflit avec le recteur Gassner dès 1932, de sorte que l’Université Technique fit l'objet en 1933 de la Gleichschaltung : le rectorat fut supprimé en vertu du Führerprinzip, et 20 %du corps enseignant fut démis de ses fonctions (en particulier les fonctionnaires juifs et sociaux-démocrates).
En 1937, le département de pédagogie dut fermer car la formation des enseignants du Reich fut confiée à une institution idéologique, la Bernhard Rust-Hochschule für Lehrerbildung. Enseignants et doctorants durent poursuivre leurs activités dans cette nouvelle institution. L'université connut alors une espèce de crise existentielle, qui fit momentanément envisager sa fusion avec l'université de technologie de Clausthal ; elle fut du moins restructurée en trois facultés (Sciences, Génie civil, Génie Mécanique); mais bientôt la Bernhard-Rust-Hochschule fut réduite aux proportions d'un simple seminaire, les Nazis n'éprouvant que défiance pour la formation académique. 

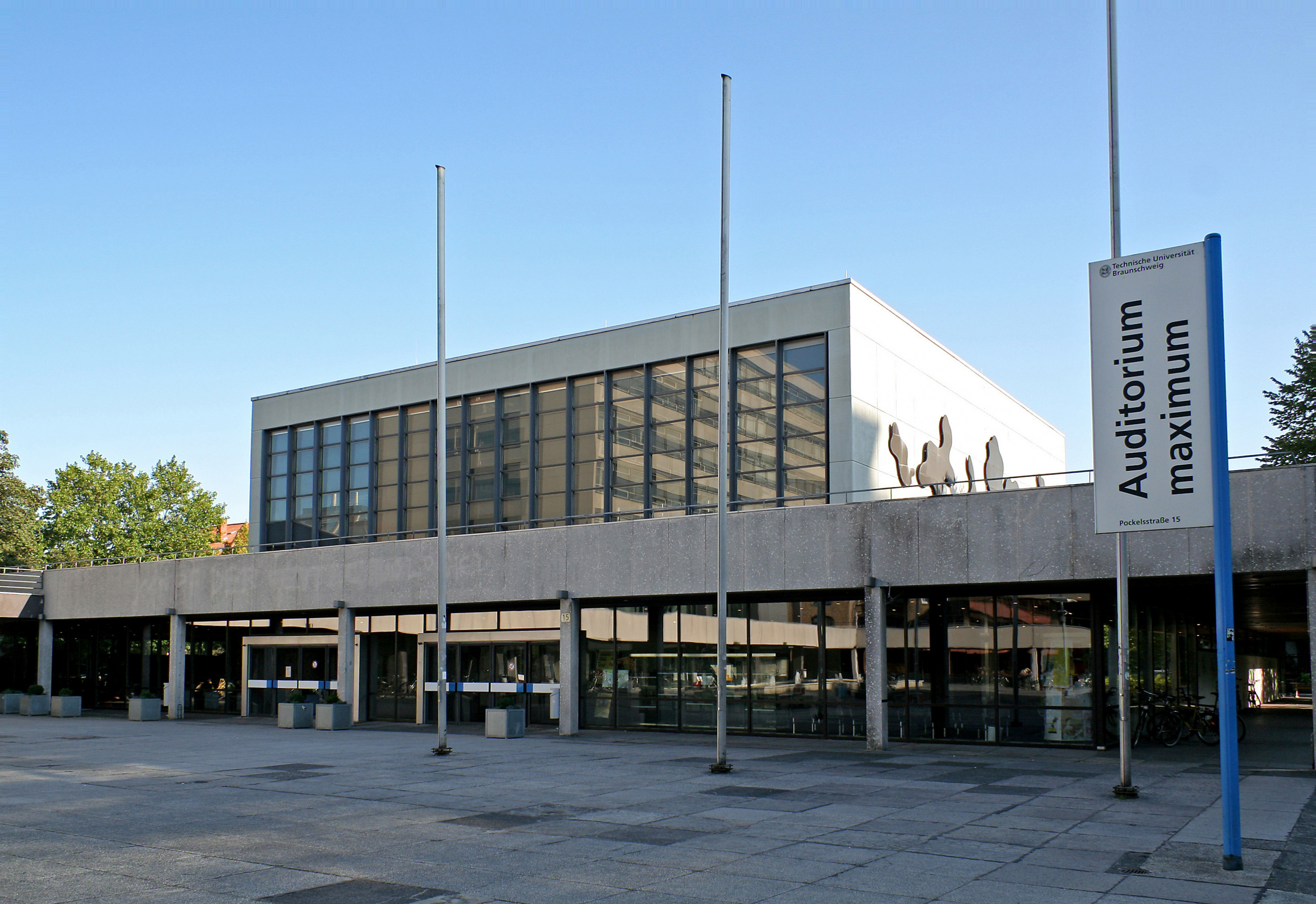
Le grand amphithéâtre de TU Brunswick.

L'université est détruite à 70% au cours de la campagne militaire du printemps 1945 ; à l'automne 1945, elle est pourtant l'une des premières universités allemandes à reprendre ses cours.

## Personnalités liées à l'université
- Bettina Gundler, directrice du Musée des transports du Deutsches Museum à Munich  travaille au TU Brunswick comme assistante de recherche. Elle y obtient également sa thèse de doctorat en 1989 sur le thème Les lignes directrices du développement de l'enseignement supérieur technique entre 1914-1930.
- Adolf Scheibe, pionnier des oscillateurs à quartz, a été nommé professeur honoraire de cet établissement en 1958.